# Oluf Gerhard Tychsen
Pour les articles homonymes, voir Tychsen.
Oluf Gerhard Tychsen, né le 14 décembre 1734 à Tondern et mort le 30 décembre 1815 à Rostock, est un orientaliste et hébraïste allemand. Il est connu de nos jours pour avoir été un des pères fondateurs de la numismatique islamique.

## Biographie
Né à Tondern, dans le duché de Schleswig, il étudie les langues orientales à l'université de Halle et apprend l'arabe, l'hébreu, l'amharique, l'hindoustani et le tamoul.
Il enseigne à l'université de Bützow, puis, à partir de 1778, à l'université de Rostock, où il a notamment pour étudiant Christian Martin Frähn.
Premier scientifique à s'intéresser à la numismatique islamique, il interpréta des inscriptions arabes écrites en caractères coufiques et expliqua les monnaies musulmanes. Ses principaux ouvrages sont :
- Introductio in rem nummariam Muhammedanorum (Rostock, 1794),
- De cuneis persepolitanis (1798).